# Pimpri-Chinchwad
Pimpri-Chinchwad es una ciudad en la región metropolitana de Pune en el estado de Maharashtra, India. Es considerada como la "ciudad gemela" de Pune. Se compone de los municipios de Pimpri, Chinchwad, Nigdi, Bhosari, Moshi, Sangavi que se rigen por un organismo municipal común (el Pimpri-Chinchwad Municipal Corporation o PCMC). Se encuentra al noroeste de Pune y está bien conectado con el centro de la ciudad de Pune a través de la antigua carretera de Pune-Mumbai.

## Demografía
En el censo de la India de 2011, Pimpri-Chinchwad tenía una población de 1.729.320. Pimpri-Chinchwad tiene una tasa promedio de alfabetización de 87,19, superior a la media nacional del 74,04%. En Pimpri-Chinchwad, el 14% de la población tiene menos de 6 años de edad.

## Geografía
El municipio está situado a una altitud de 530 m sobre el nivel del mar. Que ha sido bendecida con un clima agradable durante todo el año. Tres ríos Pavana, Mula y Indrayani fluyen a través de esta área. La fuentes de su agua de Pimpri-Chinchwad es el río Pavana pero la liberación de efluentes domésticos e industriales, el vertimiento de los desechos y la contaminación interna ha afectado gravemente a la calidad del agua de Pavana, aunque recientemente se han realizado esfuerzos para mejorar la calidad del agua, que han tenido éxito en algunos lugares a lo largo de la orilla del río.

## Escuelas
- Vidyanand Bhavan,nigdi

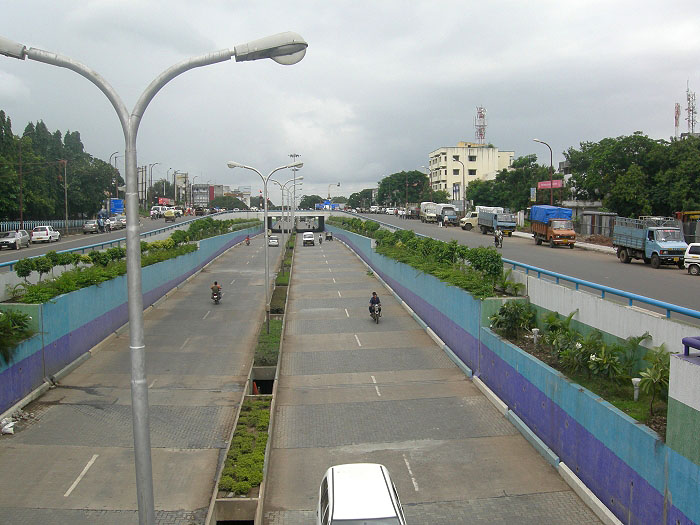
Pimpri-Chinchwad

- Jnana Prabodhini, Nigdi Pradhikaran
- St. Ursula High School, Nigdi
- Trinity High School, Akurdi
- Hindustan Antibiotics School
- St. Andrews High School, Chinchwad
- Kamalnayan Bajaj High School (Pune)
- Vidya Niketan
- Priyadarshani English Medium School
- Global Indian International School, Chinchwad (GIIS)
- GG International School (GGIS)
- City International School
- The Good Samaritain School (wakad)
- Judson High School
- Jai Hind High School and Junior College
- S.M.Dr.D.Y.Patil English Medium School
- Acharya Shri Anand Rushiji English Medium School
- Shri Fattechand Vidhyala & Jr. College, Chinchwad
- Nav Maharashtra Vidyalaya & Jr. College Pimpri
- D.I.C's Kids world Pradhikaran
- bishops school, Pimpri
- C.M.S English Medium High School,Nigdi
- Late P.B. Jog High School, Chinchwad
- M.S.S. Highschool
- Shrimati Kamladevi Govindshet Sable [S.K.G.S] English Medium School, Akurdi
- Saraswati vidya mandir,Vitthalwadi,Akurdi
- Mhalsakant vidyalay,pradhikaran,Akurdi
- A.C.E.M Ganganagar,Akurdi
- AANASAHEB MAGAR MADHYAMIK VIDYALAYA.(MARATHI medium) PIMPALE SAUDAGAR,PUNE 27.
- S.P.M English Medium School,Nigdi,Pune 44
- prerna madhyamik vidyalaya, thergoan,pune 33
- Pratibha English Medium School Krishnanagar Chinchwad Pune 19

## Universidades
- Audyogik Shikshan Mandal's Institute of Computer Studies [ASM's ICS], Pimpri
- Audyogik Shikshan Mandal's Institute of Professional Studies [ASM's IPS], Pimpri
- Audyogik Shikshan Mandal's IIBR, Pimpri
- Audyogik Shikshan Mandal's Institute of Business Management & Research [ASM's IBMR], Chinchwad
- Audyogik Shikshan Mandal's CSIT NR. Pimpri-Chinchwad RTO
- D Y Patil College of Engineering
- Jai Hind Junior College
- Mucc college of commerce
- Pimpri-Chinchwad college of engineering,akurdi
- Sangvi Keshri College, Chinchwad West.
- Siddhant college of engineering,Sudumbare
- S.B.Patil college of management,chinchwad
- Marathwada Mitra Mandal college of pharmacy,kalewadi,
- D. Y Patil college of pharmacy,akurdi
- Shri Fattechand Jain High School, Chinchwad Est. 1927
- B.R.gholap jr.collage
- Dr D Y Patil medical college, pimpri
- Dr D Y Patil Ayurved college Pimpri
- Dr D Y Patil homoeopathic College, Pimpri
- Prof. Ramkrishna More Arts Commerce and Science College, Akurdi, Pune-44.

## Suburbios de Pimpri-Chinchwad
1. Pimpri
2. Chinchwad
3. Bijalinagar, Chinchwad
4. Nasik Phata, Kasarwadi
5. Nigdi
6. Nigdi Pradhikaran
7. Akurdi
8. Tathawade
9. Bhosari
10. Talegaon Dabhade
11. Talwade
12. Hinjewadi
13. Sambhajinagar
14. Ajmera Colony - Masulkar colony
15. Sangvi
16. Pimple Nilakh\Aundh Camp
17. Wakad
18. Sant Tukaram Nagar / Nehrunagar
19. Pimple Gurav
20. Kalewadi
21. Thergaon
22. Chikhali
23. Rahatani
24. Pimple Saudagar
25. Punawale
26. MOSHI
27. Ravet
28. DAPODI
29. Pradhikaran
30. Shahunagar
31. CHAKAN
32. Indryaninagar
33. Rupeenagar